# Leggenda

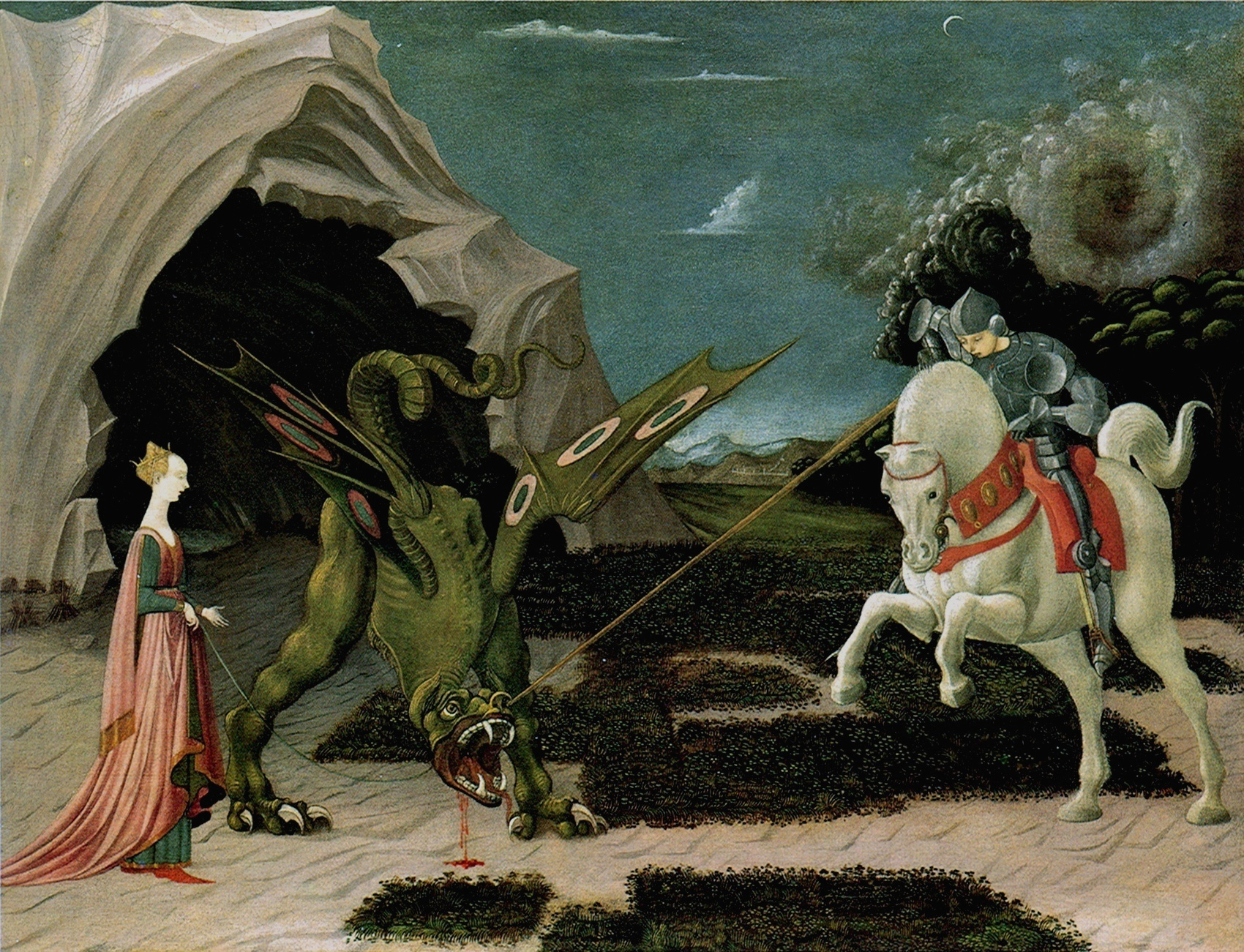
San Giorgio e il drago, olio su tela di Paolo Uccello (1460)

La leggenda è un tipo di racconto molto antico, come il mito, la favola e la fiaba, che fa parte del patrimonio culturale di un popolo, appartenente alla sua tradizione orale e mescolando, nella narrazione, il reale al meraviglioso. Il termine deriva dal latino legenda che significa "cose che devono essere lette", "degne di essere lette" e con questo termine, un tempo, si voleva indicare il racconto della vita di un santo e soprattutto il racconto dei suoi miracoli.
In seguito la parola acquistò un significato più esteso e oggi la parola leggenda indica qualsiasi racconto che presenti elementi reali, ma trasformati dalla fantasia, tramandato per celebrare fatti o personaggi fondamentali per la storia di un popolo, oppure per spiegare qualche caratteristica dell'ambiente naturale e per dare risposta a dei perché.
Le leggende si rivolgono alla collettività, come i miti e spiegano l'origine di qualche aspetto dell'ambiente, le regole e i modelli da seguire, certi avvenimenti storici, o ritenuti tali, allo scopo di rinsaldare i legami d'appartenenza alla comunità.

## Leggende popolari
Le leggende popolari non sono mai inventate da una sola persona, ma alla loro invenzione concorrono sempre più persone che, con il trascorrere del tempo, trasformano un fatto vero in un fatto sempre più leggendario.
Le leggende non raccontano mai dei fatti puramente inventati ma contengono sempre una parte di verità che viene trasformata in fantasia perché gli uomini vogliono scoprire sempre la causa di certi fatti che non conoscono bene e pertanto cercano di spiegarli con l'immaginazione.
Gli uomini dell'antichità, che non usavano ancora i metodi della scienza, vedendo di giorno la luce del sole e di notte il buio, per spiegarsi il fenomeno, collegavano i due fatti con la fantasia immaginando, a volte, che ci fosse qualcuno in cielo che spostasse il carro del sole; in altri casi immaginavano che il sole e la luna fossero dei fratelli litigiosi che non volevano mai incontrarsi.
Ci sono leggende nate per conferire prestigio al proprio paese, come nel caso degli svizzeri che hanno trasformato Guglielmo Tell, un montanaro probabilmente realmente esistito, in un eroe straordinario e coraggioso.
Anche dalle paure degli uomini sono nate le leggende. Infatti quando gli uomini hanno paura attribuiscono, con la fantasia, dei caratteri spaventosi alle cose che vedono o sentono, come l'ululato di un lupo o il sibilo del vento, e spesso lo trasformano in un fantasma o in un essere mostruoso oppure i fenomeni atmosferici di cui non si sapeva dare una spiegazione si creava un personaggio leggendario.
Altri esempi possono essere la leggenda irlandese di Jack-o'-lantern, quella inglese di Jack Frost, la leggenda di Babbo Natale, quelle del Coniglietto pasquale e della Fatina dei denti.

## Leggende d'autore
Alcuni scrittori, per scrivere una leggenda, inventano il tema prendendo lo spunto da qualche aspetto della realtà che appare loro interessante, strano, affascinante e, trasformando la curiosità in domanda, usano la fantasia per dare la risposta attraverso una spiegazione fantastica e meravigliosa.
In questo modo sono nati racconti originali e divertenti che costringono il lettore a guardare la realtà con occhi nuovi e a cogliere immagini e significati che l'abitudine ci impedisce di vedere.
A questa categoria appartengono alcune leggende di Rudyard Kipling, come la conosciutissima Perché l'elefante ha la proboscide. Celebre è anche La leggenda della valle addormentata di Washington Irving che pur ispirandosi a luoghi e vicende reali, crea una leggenda di fantasia che diventerà nei decenni successivi cult.
Ci sono poi scrittori che riscrivono con linguaggio moderno delle leggende già note, che costituiscono un importante patrimonio per la comunità, come nel caso della leggenda ligure di Mario Soldati Il polpo della chiesa di Tellaro.

## Leggende metropolitane
Le leggende urbane o leggende metropolitane sono quelle storie insolite e curiose raccontate dalla gente, che acquistano credibilità passando di bocca in bocca. Si tratta di ipotetici fatti normalmente presentati come realmente accaduti, ma attribuiti sempre a qualche altra persona. Sono certamente verosimili, ma non sono notizie di cronaca, anche se talvolta (specie nel periodo estivo) sono riferite dai giornali, sempre però in modo piuttosto generico, senza riportare - come fa una vera cronaca - il nome del protagonista e del testimone, il tempo e il luogo precisi in cui i fatti sono avvenuti.
Queste leggende moderne, nate o diffuse nelle città, dimostrerebbero che anche l'uomo d'oggi lavora con la fantasia su aspetti della realtà che lo circonda, che gli fa inventare e raccontare fatti che, spacciati per veri e creduti tali, anche se privi degli elementi fantastici e meravigliosi presenti nelle leggende popolari, soddisfano il bisogno universale di storie e rafforzano l'appartenenza ad un certo ambiente.
Tra le leggende metropolitane si possono collocare anche le "bufale" (hoax) diffuse via e-mail. Si tratta a volte di leggende più antiche adattate e modernizzate. Le leggende urbane possono anche diventare uno strumento di discriminazione, quando attribuiscono a questo o quel gruppo etnico, religioso o d'altro tipo dei fatti o dei comportamenti inesistenti.

## Leggende storiche
Sono numerose le leggende credute fatti reali che hanno prodotto rilevanti conseguenze storiche e culturali. Ad esempio:
- Il mito di Atlantide, che ha alimentato secoli di ricerche, nato dai dialoghi Timeo e Crizia di Platone.
- Il mito dell'Eldorado, che ha affascinato molti conquistadores.
- La leggenda medievale del Paese di Cuccagna, utopia popolare, mito collettivo, paradiso terrestre dei rustici, dove ogni cosa piacevole era permessa e in cui, in particolare, regnava una perpetua e confortante abbondanza alimentare: rovesciamento rituale di una realtà, quella dei ceti popolari, dominata dallo spettro dell'indigenza endemica e della carestia. Tetti fatti di prosciutti, fiumi di vino e salsicce, oche che si cuociono e rosolano da sole sono immagini (quasi surreali agli occhi dei moderni), sogni che soltanto l'assillo di una fame atavica e pantagruelica poteva ispirare. Questa leggenda compare nel XII secolo e continua ad arricchirsi per tutto il tardo Medioevo e la prima Età moderna, almeno fino al XVI secolo.

### Il genere letterario della leggenda nella Bibbia
Nel Tanakh (Bibbia ebraica) vi sono molti libri scritti secondo il genere letterario della leggenda. 
Oggi la maggior parte degli storici delle religioni e biblici affermano, basandosi su scoperte archeologiche, ricerche e reperti, che Giosuè, Davide e Salomone non sarebbero mai esistiti realmente e quindi solo personaggi inventati di poemi epici, raccolti nel VII secolo a.C. sotto il dominio di Giosia, re di Giuda. Anche il personaggio di Mosè sarebbe prettamente leggendario, così come vari altri presenti nella Torah, soprattutto quelli citati in Genesi, i quali sarebbero più che altro delle metafore della bontà del Dio ebraico verso i giusti e gli oppressi, da un lato, mentre dall'altro degli esempi o personificazioni della malvagità umana che viene punita da Dio; nel caso di Mosè, egli rappresentebbe il primo legislatore degli Israeliti e condottiero verso la terra natale degli stessi. Nuovi ritrovamenti tuttavia, come la stele di Tel Dan, potrebbero rimettere in discussione tale teoria, fornendo le prime evidenze storiche sull'esistenza di tali personaggi.
Appartengono al genere della leggenda storica:
- Il libro di Giuditta, in cui si mostra che Dio salva per mezzo del debole.
- Il libro di Ester, in cui si esalta la salvezza di Dio che diventa condanna del malvagio.
- Il libro di Giobbe, che è una riflessione sul perché della sofferenza.
- Il libro di Tobia, scritto per animare la comunità post-esilica all'osservanza della legge di Mosè.

All'interno dei libri storici, mostrano carattere leggendario i seguenti cicli:
- il ciclo di Giuseppe in Genesi, in cui si fondano i diritti delle tribù di Efraim e Manasse, e che comunica anche il messaggio teologico della salvezza di Dio che arriva a Israele nonostante e attraverso il peccato.
- Il ciclo di Eliseo nel Secondo libro dei Re.
- Il personaggio di Mosè è prettamente leggendario, così come vari altri presenti nella Torah, e nel suo caso egli rappresenta il primo legislatore degli Israeliti e condottiero verso la terra natale degli stessi.
- Alcune tradizioni del libro dell'Esodo riguardanti la liberazione di Israele dalla schiavitù d'Egitto (per esempio il particolare delle acque separate in due muraglie nel passaggio del Mar Rosso) appartengono al genere dell'epopea e del poema epico, in questo caso anche religioso. Affini a tale genere di narrazione sono i racconti di stampo nazionalistico del diluvio, della torre di Babele, di Sodoma e Gomorra scritti in Genesi.
- I primi 11 capitoli del Genesi sono racconti sapienziali che spiegano fondamentalmente l'origine del male presente nel mondo (sebbene vi siano divergenze sulla corretta interpretazione dei suoi primi capitoli), e che fondano dall'inizio del libro la teologia del Patto con il personaggio leggendario di Abramo.

## Leggende agiografiche
In ambito religioso le leggende hanno trovato da sempre un campo assai fertile, soprattutto per quanto attiene all'agiografia, con particolare riferimento ai santi più antichi e ai martiri. Molte leggende agiografiche sono effettivamente attestate da lunghi secoli, talvolta dall'alto Medioevo, il che ne ha agevolato ulteriormente la diffusione, in quanto l'antichità è ritenuta una garanzia di autenticità. In realtà l'origine leggendaria può essere agevolmente dimostrata dal fatto che la grande ricchezza di particolari, tipica delle leggende agiografiche, non si riscontra affatto nelle fonti più antiche, che invece si presentano tipicamente scarne e povere di dettagli. Anzi, la formazione di tali leggende è stata probabilmente indotta proprio dalla volontà dei devoti e degli stessi chierici di disporre di una biografia sufficientemente ricca anche laddove le fonti primarie tacciono. Ad ogni modo, se prese singolarmente, le leggende agiografiche non appaiono palesemente false, malgrado lo stile alquanto romanzato e nonostante l'eccessiva frequenza di fenomeni sovrannaturali (miracoli, apparizioni, ecc.). Considerate però nel loro insieme, esse appaiono però eccessivamente simili le une alle altre, soprattutto nello sviluppo della trama, e anche i personaggi sono abbastanza tipici (la vergine, il soldato, il vescovo). Storicamente la Chiesa ha sempre tollerato la proliferazione delle leggende agiografiche, anche se dopo l'accendersi della riforma protestante si è sviluppato un atteggiamento più prudente, soprattutto grazie all'opera dei Bollandisti, inteso soprattutto a smascherare i casi di falsificazione più eclatanti, specie se eseguiti in malafede.